# Rocklin
Rocklin ist eine Stadt im Placer County im US-Bundesstaat Kalifornien mit 71.601 Einwohnern (Stand: 2020).
Die Stadt befindet sich bei den geographischen Koordinaten 38,80° Nord, 121,24° West. Das Stadtgebiet hat eine Größe von 41,9 km².